# Konstytucja z Lecompton

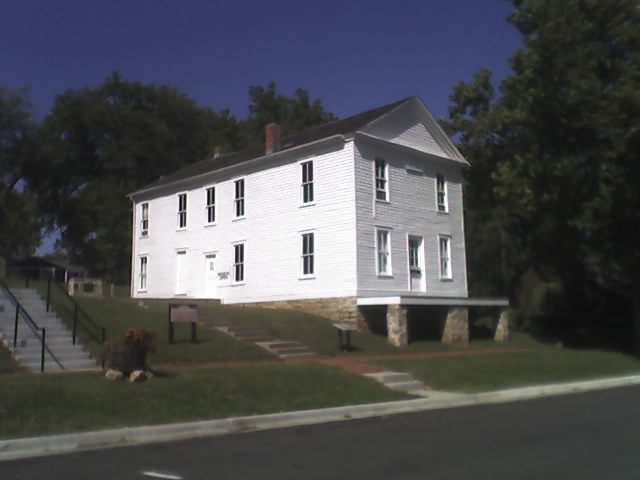
Budynek, w którym uchwalono konstytucję z Lecompton

Konstytucja z Lecompton – dokument, uchwalony jesienią 1857 roku, wprowadzający niewolnictwo na obszarze Terytorium Kansas.
W czasie trwania „krwawiącego Kansas”, prezydent James Buchanan mianował Roberta Walkera gubernatorem terytorium, nakazując mu wspieranie lokalnej ludności w dążeniu do ukonstytuowania się stanu. Zamieszkujący tam abolicjoniści uznali, że rejestr wyborczy został sfałszowany, więc postanowili zbojkotować wybory do stanowej konwencji konstytucyjnej, dzięki czemu zwycięstwo odnieśli działacze proniewolniczy. Zebrali się oni jesienią 1857 roku w Lecompton, gdzie uchwalili konstytucję wprowadzającą niewolnictwo. Następnie oddano ją do głosowania powszechnego (w imię zasady „suwerenności ludu”), jednakże abolicjoniści ponownie nie wzięli udziału w referendum. Wówczas gubernator Walker rozpisał wybory do legislatury stanowej, w której znaczące zwycięstwo odnieśli przeciwnicy niewolnictwa. Zorganizowali oni kolejne głosowanie, w którym mieszkańcy odrzucili konstytucję z Lecompton.
Mimo tego, prezydent przedstawił projekt konstytucji stanowej w Kongresie, rekomendując nadanie Kansas statusu stanu. Izba Reprezentantów odrzuciła go stosunkiem głosów 120:112. Demokratyczny senator Stephen A. Douglas stanowczo sprzeciwił się decyzji prezydenta, uznając że Buchanan nie czyni zadość zasadzie „suwerenności ludowej”. Wraz z politykami republikańskimi zablokował uchwałę Senatu i zmusił gabinet federalny do rozpisania nowego referendum. W sierpniu 1858 mieszkańcy ponownie odrzucili ustalenia z Lecompton, stosunkiem 12 tysięcy głosów przeciwko 2 tysiącom. W 1859 roku została opracowana, a rok później przyjęta, nowa konstytucja, która zakazywała niewolnictwa. Sytuacja ta doprowadziła do rozłamu w Partii Demokratycznej, w wyniku którego Douglas stał się zagorzałym przeciwnikiem Buchanana i został kandydatem w wyborach prezydenckich w 1860 roku. Kansas został przyjęty do Unii w 1861 roku, jako wolny stan.